# 北澤裕輔
北澤 裕輔（きたざわ ゆうすけ、4月9日 - ）は、日本の俳優である。東京都出身。劇団四季所属。国立音楽大学声楽科卒業。

## 略歴
- 国立音楽大学卒業後、二期会オペラスタジオに所属。1998年のオーディションに合格し劇団四季に入団。
- 『オペラ座の怪人』で初舞台を踏む。
- その後は『ライオンキング』（シンバ）、『夢から醒めた夢』（夢の配達人）、『オペラ座の怪人』（ラウル）などを務める。
- 2007年6月17日に電通四季劇場［海］で開幕した『ウィキッド』では李涛と共にフィエロ役に名前が挙がり、2008年3月6日、『ウィキッド』でフィエロデビューを果たした。
- 現在は自らも出演する傍ら、演出スーパーバイザーやその助手としての活躍も多い。

## 出演作品
- ライオンキング（アンサンブル）（シンバ)(スカー）
- 夢から醒めた夢（夢の配達人）
- ミュージカル異国の丘　（アンサンブル）
- ジーザス・クライスト＝スーパースター（ペテロ）（ヘロデ王）
- オペラ座の怪人（アンサンブル）（ラウル・シャニュイ子爵）（ムッシュー・アンドレ）
- ウィキッド （フィエロ）
- キャッツ（スキンブルシャンクス）
- 李香蘭（アンサンブル）
- 美女と野獣(ビースト)
- エビータ (ペロン)
- ジョン万次郎の夢（ホイットフィールド船長／島津斉彬）